# Athysanella emarginata
Athysanella emarginata är en insektsart som beskrevs av Henry Fairfield Osborn 1930. Athysanella emarginata ingår i släktet Athysanella och familjen dvärgstritar. Inga underarter finns listade i Catalogue of Life.